# NGC 2210
NGC 2210 је расејано звездано јато у сазвежђу Златна риба које се налази на NGC листи објеката дубоког неба.
Деклинација објекта је - 69° 7' 15" а ректасцензија 6h 11m 31,9s. Привидна величина (магнитуда) објекта NGC 2210 износи 10,2. NGC 2210 је још познат и под ознакама ESO 57-SC71.